# Casato di Braganza

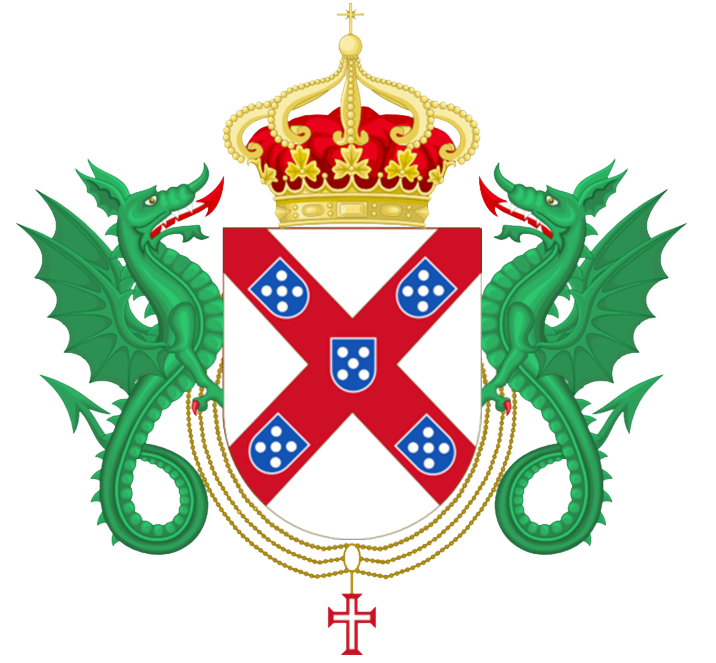
Stemma della Casa reale di Braganza

La Casa reale di Braganza (in portoghese: Casa Real de Bragança) è la dinastia che governò il regno del Portogallo dal 1640 al 1836 e l'impero del Brasile dal 1822 al 1889.
Deriva dalla casa reale d'Aviz, che governò il Portogallo dal 1385 al 1580. Fra le pochissime dinastie di sempre ad avere il trattamento d'onore, fra alcuni suoi discendenti, di Sua Altezza Imperiale e Reale.
È stata sostituita dalla casa reale di Braganza-Sassonia-Coburgo-Gotha.

## Storia

### Origini
Il primo duca di Braganza fu Alfonso, conte di Barcelos, figlio naturale del re Giovanni I, nobilitato nel 1442 da re Alfonso V del Portogallo, suo nipote. Fu il terzo ducato del paese, dopo quelli di Viseu e Coimbra.

### Ascesa
Presto la dinastia di Braganza divenne la più potente del regno, in conseguenza delle politiche di arricchimento del primo duca, Alfonso, che godette sempre del favore regio sotto i regni di suo padre e del suo fratello minore, il re Edoardo. Quando a sei anni divenne re il figlio di quest'ultimo con il nome di Alfonso V, egli fu uno dei più ascoltati consiglieri, venendo in contrasto con il proprio fratello Pietro, duca di Coimbra, da cui nacque una vera e propria guerra civile. Dom Pedro fu sconfitto e ucciso nella battaglia di Alfarrobeira nel 1449.
Nella successiva generazione il potere della casata fu contenuto dal re Giovanni II che aveva un alto concetto del potere regio e non poteva accettare lo sviluppo di un potere in grado di competere con questo entro i propri stessi confini.
Il terzo duca, Ferdinando II di Braganza, sposò Isabella, nipote di Edoardo e sorella di Manuele I, legando così la casa di Braganza nella successione al trono. Tuttavia, il suo potere ed i suoi intrighi lo portarono alla rovina: nel 1483 fu giustiziato nella piazza di Évora per tradimento, a causa di una lettera scritta al re di Castiglia, e le sue terre e ricchezze furono incamerate dal sovrano, che, inoltre, ne esiliò l'erede, Giacomo in Castiglia. Il suo successore, il re Manuele I era zio di Giacomo e nel 1550 richiamò il nipote in patria, restituendogli il titolo e parte delle terre. Il duca Giacomo fece costruire un monumentale palazzo a Vila Viçosa, che diverrà nel XVII secolo palazzo reale.
Il sesto duca, Giovanni I sposò la principessa Caterina di Guimarães, figlia dell'infante Edoardo, e il suo successore Teodosio combatté a soli dieci anni nella battaglia di Alcazarquivir nel 1578.
Nel frattempo il regno portoghese era entrato in crisi. Il re Sebastiano I scomparve in Africa nel 1578 senza lasciare figli e la corona passò al prozio Enrico I, anziano cardinale e dunque anch'egli senza figli. La duchessa di Braganza era una possibile pretendente, attraverso suo padre, fratello di Enrico I, ma non fu tenuta in conto, in primo luogo perché donna; altri pretendenti erano Ranuccio I Farnese, duca di Parma ed il re Filippo II di Spagna, Questi non solo era il più potente pretendente, ma era imparentato più e più volte con tutti gli ultimi sovrani portoghesi, ed in tal modo divenne re con il nome di Filippo I, stabilendo un'unione personale delle due corone. Il Portogallo da allora venne governato da viceré asburgici nominati da Filippo e dai suoi successori. Il duca Teodosio II di Braganza non solo non fece attivo reclamo delle sue pretese, ma anzi aiutò Filippo II, ottenendone in cambio terre ed onori.

### Re del Portogallo e dell'Algarve e Imperatori del Brasile
Dopo il 1640 la saggia politica della casa d'Aviz fu solo un ricordo: il paese fu oberato dalle tasse e i territori d'oltremare venivano lasciati sguarniti. Il re di Spagna Filippo IV, re di Portogallo con il nome di "Filippo III", perse dunque il supporto della maggioranza della nobiltà portoghese e della potente gilda dei mercanti. Il Portogallo era sull'orlo della ribellione e si cercò un nuovo re, di stirpe portoghese. Fu scelto l'ottavo duca di Braganza, Giovanni II, che poteva rivendicare il regno da parte della nonna, la principessa Caterina e per via della sua discendenza dal quarto duca, nipote del re Manuele I.
I ribelli chiesero al duca di capitanarli ma questi era un uomo privo di ambizioni, che non desiderava particolarmente regnare. La leggenda di corte racconta che fu forzato ad accettare dalla moglie, Luisa di Guzmán, figlia del duca di Medina-Sidónia, che sosteneva: Preferisco essere regina per un giorno che duchessa tutta la vita. Il duca accettò quindi di mettersi a capo della rivolta e quando questa terminò vittoriosamente fu proclamato re di Portogallo con il nome di Giovanni IV il 1º dicembre del 1640.
Dopo l'accesso della casata al trono portoghese, il ducato fu legato alla corona e il titolo di duca di Braganza divenne quello tradizionalmente assegnato all'erede al trono.
Sotto i figli di Giovanni, Alfonso VI del Portogallo e Pietro II del Portogallo, le parti dei domini coloniali andate perse durante l'occupazione spagnola furono recuperate, ed aumentate, portante nuova ricchezza nel Portogallo.
Il punto più alto della dinastia dei Braganza fu sotto il lungo regno di Giovanni V (1706-1750), che governò con sfarzo e devozione. Il regno di suo figlio Giuseppe I fu funestato dal grande terremoto del 1755 che distrusse Lisbona, mentre Sebastião José de Carvalho e Melo, marchese di Pombal, diffondeva nel paese la filosofia illuminista. La fine del Settecento fu caratterizzata da stabilità, grazie al governo di Maria I (1777-1816), che mise da parte il Pombal alla sua ascesa al trono. Nell'ultimo periodo della sua vita Maria manifestò sintomi di follia, simili a quelli che poi avrebbe accusato anche Giorgio III del Regno Unito.
Nel 1807 i Braganza fuggirono nella loro più grande colonia, il Brasile, poiché il Portogallo era stato invaso dalle truppe napoleoniche. Qualche tempo dopo il loro arrivo, lo stato di questo paese mutò per decreto reale, passando da essere una colonia portoghese a capitale del Regno Unito di Portogallo, Brasile e Algarve.
Nel 1821, Giovanni VI, che era succeduto alla madre Maria I nel 1816, tornò in Portogallo, mantenendo ancora il Brasile come una colonia, nonostante la ribellione là si stesse gonfiando: il figlio Pietro, reggente in Brasile, parteggiò per i ribelli, che lo proclamarono imperatore Pietro I del Brasile di un nuovo stato, finalmente indipendente.
Pietro governò il Brasile fino al 1831, quando abdicò in favore di suo figlio Pietro II del Brasile per spostarsi in Portogallo per aiutare sua figlia Maria II.
Pietro II regnò fino al 1889, quando la monarchia fu rovesciata dagli aristocratici contrari all'abolizione della schiavitù.
In Portogallo, Maria II, di sette anni, era sotto la reggenza dello zio paterno Michele del Portogallo, che l'avrebbe dovuta sposare alla sua maggiore età: invece si proclamò re, revocò la costituzione liberale di Giovanni VI e mandò Maria II in esilio. L'imperatore Pietro tornò dal Brasile, sbarcò nelle Azzorre e dopo tre anni di guerra contro Michele I, vinse, bandendo il fratello nel 1834. Nel 1836, Maria II sposò il principe Ferdinando di Sassonia-Coburgo-Gotha-Kohary.
A Maria II successe nel 1853 il figlio Pietro V un riformatore, che morì giovane. Gli successe il fratello Luigi I, scienziato dilettante, a cui successe il figlio Carlo I del Portogallo, considerato incompetente e amante della bella vita. Venne ucciso nel 1908 assieme a suo figlio, Luigi Filippo di Braganza. Divenne re il secondogenito, Manuele II, che nel 1910 perse il trono seguito ad un colpo di Stato militare.

## Pretendenti

### Portogallo
Dopo la rivoluzione del 1910, Manuele II si trasferì in Inghilterra, dove morì nel 1932 senza figli; gli unici parenti vivi erano i discendenti di Michele I, l'usurpatore del 1826, che da allora reclamavano il trono. Negli anni venti costoro cercarono, invano, di essere riammessi nella successione dinastica da re Manuele II grazie ad un patto (Patto di Dover) che non venne mai sottoscritto; in seguito tentarono un nuovo accordo (Patto di Parigi), similmente mai sottoscritto da re Manuele II, unico che avrebbe avuto il potere di riammettere nella successione dinastica i discendenti di Michele I, privato di diritti dinastici unitamente ai suoi discendenti in perpetuo. Re Manuele II morì senza sottoscrivere nulla e Duarte Nuno di Braganza, nipote di Michele, continuò comunque, anche senza ridinasticizzazione, come aveva fatto in precedenza, a pretendere il trono del Portogallo fino alla sua morte nel 1976 ; nel 1942 sposò una pronipote di Pietro II del Brasile, unendo le due linee della casata.
La legge consuetudinaria portoghese, così come tutte le costituzioni scritte, ha sempre richiesto la nascita legittima come condizione necessaria per essere erede al trono e il decreto del 1834, ratificato dalle Cortes, dal monarca e dalla costituzione del 1838, specificamente esclude dalla successione l'ex sovrano Michele I e i suoi discendenti (fra cui Duarte Pio di Braganza è l'attuale pretendente) dalla successione dinastica.
Nel 1950 il Portogallo abrogò la legge d'esilio contro i Braganza e Duarte Nuno due anni dopo tornò in patria: l'allora dittatore Salazar meditò di ristabilire la monarchia, ma non lo fece. A Duarte Nuno è succeduto come pretendente suo figlio, Duarte Pio di Braganza (nato nel 1945), che servì nell'esercito portoghese, giurò fedeltà alla Repubblica, ma è ancora riconosciuto come pretendente dalla maggior parte dei monarchici portoghesi. Nel 1995 ha sposato Isabel de Herédia, una donna d'affari portoghese, in una cerimonia alla presenza del presidente della Repubblica e del primo ministro. È stato attivo a favore dell'indipendenza di Timor Est dall'Indonesia.
Negli anni cinquanta Maria Pia di Sassonia Coburgo Braganza si proclamò duchessa di Braganza, sostenendo di essere figlia illegittima di Carlo I e legittima pretendente al trono .
Attualmente le leggi dinastiche che regolano la linea di successione al trono del Portogallo portano ad indicare come capo della Real Casa del Portogallo Pedro José Folque de Mendoça Rolim de Moura Barreto (nato nel 1958)

### Brasile
Dopo il capo della casata, Isabella del Brasile, morta nel 1921 e che era stata anche reggente dell'Impero del Brasile, il pretendente al trono fu il figlio Pietro Enrico d'Orléans-Braganza.

## Simboli

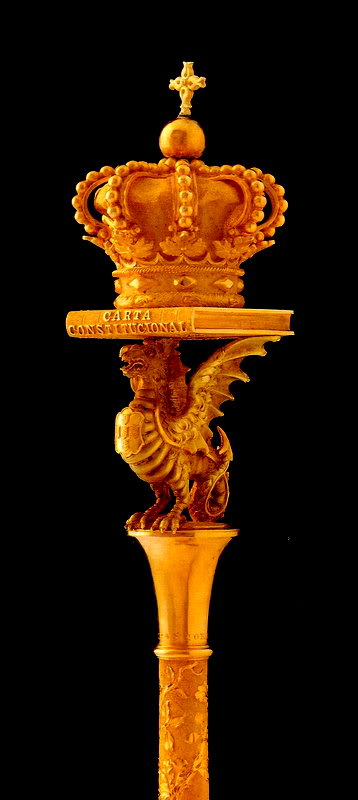
Lo Scettro del Dragone

Simbolo tradizionale del casato di Braganza è sin dal XVII secolo una viverna di colore verde. In numerose rappresentazioni comuni al posto dell'animale mitologico è stato utilizzato un dragone, la cui simbologia si ricollega alla figura di San Giorgio, santo patrono del Portogallo dal 1385.
In quanto rappresentativo della dinastia regnante, il simbolo può essere rinvenuto in numerosi monumenti e siti storici portoghesi e brasiliani, quali il Palazzo imperiale a Rio de Janeiro o il Monumento all'Indipendenza del Brasile a San Paolo. Si può inoltre trovare come elemento distintivo del cosiddetto Scettro del Dragone, simbolo del dominio coloniale portoghese.
La viverna è stata talvolta usata anche come sostegno stemma ufficiale sia del ramo portoghese che di quello brasiliano della casata.
A causa del legame di Pietro IV con la città di Porto, all'interno della quale sopravvisse ad un lungo assedio, dal 1833, il dragone è diventato simbolo distintivo anche della città. La sua principale squadra di calcio, il Futebol Clube do Porto, riporta un dragone nel proprio stemma, ed i suoi giocatori sono soprannominati Os Dragões ("i Dragoni"), nome che nel 2003 è stato dato anche allo stadio cittadino.

## Genealogia
Alfonso I di Braganza (10 agosto 1377 - 15 dicembre 1461) - sposò l'8 novembre 1401 Beatrice Pereira de Alvim (1380 - 1412); sposò il 23 luglio 1420 Costanza di Norena (? - 1480):
1. (I) Alfonso (1402 - 9 agosto 1460) - sposò Beatrice de Sousa:
  1. Alfonso (1440 - 1522)
2. Fernando (1403 - 1478) - sposò nel 1429 Giovanna di Castro (1404 - 1479):
  1. Fernando (1430 - 1483) - sposò nel 1447 Leonor de Meneses (1430 - 1452); sposò poi nel 1472 Isabella di Viseu (1459 - 1521):
    1. Filippo (1475 - morto neonato)
    2. Giacomo (1479 - 20 settembre 1532) - sposò nel 1500 Leonor Pérez de Guzman (? - 1512); sposò nel 1520 sposò Giovanna di Mendonça (?-1580):
      1. (I) Teodosio (1503 - 22 settembre 1563) - sposò nel 1542 Isabella di Portogallo e Castro (c. 1513 - 24 agosto 1558); sposò il 4 settembre 1559 Beatriz de Lancastre (1542 - 1623):
        1. (I) Giovanni (1543 - 22 febbraio 1583) - sposò l'8 dicembre 1563 Caterina di Guimarães (18 gennaio 1540 - 15 novembre 1614):
          1. María (1565-1592)
          2. Serafina (1566-1604) - sposò Juan Fernández Pacheco, V duque de Escalona;
          3. Teodosio (28 aprile 1568 - 29 novembre 1630) - sposò il 17 giugno 1603 Ana de Velasco y Girón (1585 - 7 novembre 1607):
            1. Giovanni (18 marzo 1604 - 6 novembre 1656) - discendenti vedi sotto
            2. Eduardo (1605 - 3 settembre 1649)
            3. Catalina (1606 - 1610)
            4. Alejandro (1607 - 1637)

          4. Eduardo, I marchese de Frechilla (12 settembre 1569 - 28 maggio 1627) - sposò il 25 febbraio 1596 Beatriz Alvarez de Toledo (? - 1601):
            1. Fernando Alvarez (1596 - 1621) - sposò Mencía Pimentel de Zúñiga:
              1. Juan Alvarez (? - 1621)
              2. Maria Engracia - sposò Pedro Fajardo de Zúñiga y Requeséns (1602 - 1647): con discendenza;
              3. Duarte Fernando (1620 - 1671) - sposò nel 1636 MAna Mónica Fernández de Córdoba y de Zúñiga:
                1. Manuel Joaquin (6 gennaio 1641 - 23 dicembre 1707) -

          5. Alejandro, arcivescovo de Évora;
          6. Querubina (1572-1580)
          7. Angélica (1573-1576)
          8. Isabel (1578-1582)
          9. Felipe (1581-1608)

        2. (II) Giacomo (dopo il 1559 - 1578)
        3. Isabella (1560 - 1626)

      2. Isabella (1510 - 16 settembre 1576) - sposò nel 1537 Edoardo del Portogallo, IV duca di Guimarães (7 ottobre 1515 - 20 settembre 1540): con discendenza;
      3. (II) Giovanna (1521 - 1588) - sposò Bernardino de Cardenas: con discendenza;
      4. Giacomo (1523-1562), ecclesiastico;
      5. Eugenia (1525-1559), sposò Francisco de Melo, II marchese di Ferreira;
      6. Maria (1527-1586), badessa al Monastero delle Cinque Piaghe di Vila Viçosa;
      7. Costantino (1528–1575);
      8. Fulgêncio (1529-1582), Gran Priore della Collegiata di Guimarães
      9. Teotonio (1530-1602), arcivescovo di Évora e vescovo di Fez;
      10. Vincenza (1532-1603), badessa al Monastero delle Cinque Piaghe di Vila Viçosa.

    3. Diniz (1481 - 1516) - sposò nel 1501 Beatriz de Castro Osorio:
      1. Fernando "Ruiz" (11 luglio 1505 - 19 luglio 1575) - sposò Teresa d'Andrade:
        1. Pedro (29 giugno 1524 - 26 agosto 1590) - sposò il 4 maggio 1543 Leonor de la Cueva y Giron (? - 22 giugno 1552); sposò poi nel 1555 Teresa de la Cueva y Bobadilla (? - 1602):
          1. (I) Fernando Ruiz (14 dicembre 1548 - 19 ottobre 1601) - sposò il 28 novembre 1574 Catalina de Zuniga y Sandoval (? - 19 ottobre 1622):
            1. Pedro Fernández (1576 - 19 ottobre 1622) -
            2. Francisco Ruiz (1579 - 1637) - sposò nel 1610 Lucrezia Gattinara di Legnano (1590 - 1632):
              1. Francisco Fernandez (1613 - 1662) - sposò il 25 marzo 1629 Antonia Girón Enríquez de Rivera:
                1. Pedro Antonio Fernandez (1632 - 6 dicembre 1672) - sposò il 20 luglio 1664 Ana Francisca de Borja y Doria (22 aprile 1640 - 23 dicembre 1706): con discendenza;
                2. Lucrecia (morta neonata)
                3. Maria Luisa - sposò Pedro Nuno Colon de Portugal: con discendenza;
                4. Maria Catalina, religiosa
                5. Ana Francisca, religiosa
                6. Catalina, religiosa

            3. Fernando (?-?)

          2. Beltran (1550 - ?)
          3. Teresa (? - 1609) - sposò Garcia Hurtado de Mendoza (21 luglio 1535 - 4 febbraio 1609)
          4. (II) Pedro (1570 - ?)
          5. Rodrigo, religioso
          6. Andrés, religioso

        2. Nuno
        3. Francisca - sposò Rodrigo Jerónimo de Portocarrero, IV conde de Medellín;
        4. Isabella (1528 - 1582) - sposò nel 1555 Rodrigo de Moscoso Osorio y Álvarez de Toledo (1530 - 1572): con discendenza;

      2. Alfonso
      3. Isabella (1514 - 1558) - sposò Teodosio I di Braganza
      4. Maria

    4. Margherita (1483 - morta nell'infanzia)

  2. Isabella (1432 - ?), religiosa;
  3. Beatrice (1434 - ?) - sposò Pedro de Menezes: con discendenza;
  4. Giovanni (1430 - 1484) - sposò nel 1462 Isabella di Norenha
  5. Guidomara (1437 - ?): con discendenza;
  6. Alvaro (1439 - 1504) - sposò nel 1479 Filippa di Meio:
    1. Isabella (1481-?), che sposò Affonso de Sotomayor, conte di Belalcazar;
    2. Beatrice (1483-1535), che sposò Giorgio di Lencastre, duca di Coimbra;
    3. Giovanna (1486-1559), che sposò Francesco di Portogallo, conte di Vimioso;
    4. Rodrigo (1488-Évora, 1545), primo marchese di Ferreira e fondatore della dinastia dei duchi di Cadaval;
    5. Giorgio (Lisbona, 1490-1543), conte di Gelves;
    6. Maria (1491-?), sposò Giovanni da Silva, conte di Portalegre.

  7. Alfonso (1441 - 1483)
  8. Caterina (1442 - ?) - sposò Giovanni Coutino di Marialva (? - 1471): con discendenza;
  9. Antonio (1444 - ?)
3. Isabella (c. 1402 - 1465) - sposò nel 1424 Giovanni d'Aviz (13 gennaio 1400 - 18 ottobre 1442): con discendenza;

### Linea re del Portogallo
Giovanni IV del Portogallo (18 marzo 1604 - 6 novembre 1656), re dal 1640 al 1656 - sposò il 12 gennaio 1633 Luisa di Guzmán (24 ottobre 1613 - 27 febbraio 1666):
1. Teodosio III (8 febbraio 1634 - 15 maggio 1653)
2. Ana (1635)
3. Giovanna (18 settembre 1636 - 17 novembre 1653) -
4. Caterina (26 novembre 1638 - 31 dicembre 1705) - sposò il 23 giugno 1661 Carlo II d'Inghilterra (29 maggio 1630 - 6 febbraio 1685)
5. Manuel (1640)
6. Alfonso VI (26 agosto 1643 - 12 settembre 1683), re dal 1656 al 1683 - sposò il 2 agosto 1666 Maria Francesca di Savoia-Nemours (21 giugno 1646 - 27 dicembre 1683)
7. Pietro II (26 aprile 1648 - 9 dicembre 1706), re dal 1683 al 1706 - sposò nel settembre del 1668 Maria Francesca di Savoia-Nemours (21 giugno 1646 - 27 dicembre 1683); sposò il 2 luglio 1687 Maria Sofia del Palatinato-Neuburg (6 agosto 1666 - 4 agosto 1699):
  1. (I) Isabella Luisa (6 gennaio 1669 - 22 ottobre 1690)
  2. (II) Giovanni (30 agosto - 17 settembre 1688)
  3. Giovanni V (22 ottobre 1689 - 31 luglio 1750), re dal 1706 al 1750 - sposò il 27 giugno 1708 Maria Anna d'Asburgo (7 settembre 1683 - 14 agosto 1754):
    1. Barbara (4 dicembre 1711 - 27 agosto 1758) - sposò nel 1729 Ferdinando VI di Spagna (23 settembre 1713 - 10 agosto 1759)
    2. Pietro (19 ottobre 1712 - 29 ottobre 1714)
    3. Giuseppe I (6 giugno 1714 - 24 febbraio 1777), re dal 1750 al 1777 - sposò il 19 gennaio 1729 Marianna Vittoria di Borbone-Spagna (31 marzo 1718 - 15 gennaio 1781):
      1. Maria Francesca (17 dicembre 1734 - 20 marzo 1816) - sposò suo zio, Pietro III
      2. Maria Anna (7 ottobre 1736 - 6 maggio 1813)
      3. Maria Francesca Dorotea (21 settembre 1739 - 14 gennaio 1771)
      4. Maria Francesca Benedetta (25 luglio 1746 - 18 agosto 1829) - sposò suo nipote, Giuseppe di Braganza

    4. Carlo (2 maggio 1716 - 30 marzo 1736)
    5. Pietro III (5 luglio 1717 - 25 maggio 1786), re dal 1777 al 1786 - sposò il 6 giugno 1760 sua nipote, Maria I del Portogallo (17 dicembre 1734 - 20 marzo 1816):
      1. Giuseppe (20 agosto 1761 - 11 settembre 1788)
      2. Giovanni Francesco (16 settembre - 10 ottobre 1763)
      3. Giovanni VI (13 maggio 1767 - 10 marzo 1826), re dal 1786 al 1826 & re del Brasile dal 1816 al 1822 - sposò il 9 giugno 1785 Carlotta Gioacchina di Borbone-Spagna (25 aprile 1775 - 7 gennaio 1830):
        1. Maria Teresa (29 aprile 1793 - 17 gennaio 1874) - sposò il 13 maggio 1810 Pietro Carlo di Borbone-Spagna (18 giugno 1786 - 4 luglio 1812): con discendenza;
        2. Francesco Antonio (21 marzo 1795 - 11 giugno 1801)
        3. Maria Isabella (19 maggio 1797 - 26 dicembre 1818) - sposò il 22 febbraio 1816 Ferdinando VII di Spagna (14 ottobre 1784 - 29 settembre 1833): con discendenza;
        4. Pietro IV (12 ottobre 1798 - 24 settembre 1834), re del Portogallo dal 10 marzo al 2 maggio 1826 & imperatore del Brasile dal 1822 al 1834; sposò il 13 maggio 1817 Maria Leopoldina d'Asburgo-Lorena (22 gennaio 1797 - 11 dicembre 1826); sposò il 2 agosto 1829 Amelia di Leuchtenberg (31 luglio 1812 - 26 gennaio 1873):
          1. (I) Maria II (4 aprile 1819 - 15 novembre 1853), regina dal 1826 al 1828 & dal 1834 al 1853 - sposò il 1 dicembre 1834 Augusto di Beauharnais (9 dicembre 1810 - 28 marzo 1835); sposò poi Ferdinando di Sassonia-Coburgo e Gotha-Kohary (29 ottobre 1816 - 15 dicembre 1885):
            1. Pietro V (16 settembre 1837 - 11 novembre 1861), re dal 1853 al 1861 - sposò il 18 maggio 1858 Stefania di Hohenzollern-Sigmaringen (15 luglio 1837 - 17 luglio 1859)
            2. Luigi I (31 ottobre 1838 - 19 ottobre 1889), re dal 1861 al 1889 - sposò il 6 ottobre 1862 Maria Pia di Savoia (16 ottobre 1847 - 5 luglio 1911):
              1. Carlo I (28 settembre 1863 - 1 febbraio 1908), re dal 1889 al 1908 - sposò il 22 maggio 1886 Amelia d'Orléans (28 settembre 1865 - 25 ottobre 1951):
                1. Luigi Filippo (21 marzo 1887 - 1 febbraio 1908)
                2. Maria Anna (14 dicembre 1887)
                3. Manuele II (15 novembre 1889 - 2 luglio 1932), re dal 1908 al 1910 - sposò il 4 settembre 1913 Augusta Vittoria di Hohenzollern-Sigmaringen (19 agosto 1890 - 29 agosto 1966)

              2. Alfonso Carlo (31 luglio 1865 - 21 febbraio 1920) - sposò il 26 settembre 1917 Nevada Stoody Hayes (21 ottobre 1870 - 11 gennaio 1941)

            3. Maria (4 ottobre 1840)
            4. Giovanni (16 marzo 1842 - 27 dicembre 1861)
            5. Maria Anna (21 agosto 1843 - 5 febbraio 1884) - sposò l'11 maggio 1859 Giorgio di Sassonia (8 agosto 1832 - 15 ottobre 1904): con discendenza;
            6. Antonia (17 febbraio 1845 - 27 dicembre 1913) - sposò il 12 settembre 1861 Leopoldo di Hohenzollern-Sigmaringen (22 settembre 1835 - 8 giugno 1905): con discendenza;
            7. Ferdinando (23 luglio 1846 - 6 novembre 1861)
            8. Augusto (4 novembre 1847 - 26 settembre 1889)
            9. Leopoldo (7 maggio 1849)
            10. Maria (3 febbraio 1851)
            11. Eugenio (15 novembre 1853)

          2. Michele (26 aprile 1820)
          3. Giovanni Carlo (6 marzo 1821 - 4 febbraio 1822)
          4. Gennara (11 marzo 1822 - 13 marzo 1901) - sposò il 28 aprile 1844 Luigi di Borbone-Due Sicilie (19 luglio 1824 - 5 marzo 1897): con discendenza;
          5. Paola (17 febbraio 1823 - 16 gennaio 1933)
          6. Francesca (2 agosto 1824 - 27 marzo 1898) - sposò il 1 maggio 1843 Francesco d'Orléans (14 agosto 1818 - 16 giugno 1900): con discendenza;
          7. Pietro II del Brasile (2 dicembre 1825 - 5 dicembre 1891), imperatore del Brasile dal 1831 al 1889 - sposò il 30 maggio 1843 Teresa Cristina di Borbone-Due Sicilie (14 marzo 1822 - 28 dicembre 1889):
            1. Alfonso (23 febbraio 1845 - 11 giugno 1847)
            2. Isabella (29 luglio 1846 - 14 novembre 1921) - sposò il 15 ottobre 1864 Gastone d'Orléans (28 aprile 1842 - 28 agosto 1922): con discendenza;
            3. Leopoldina (13 luglio 1847 - 7 febbraio 1871) - sposò il 15 dicembre 1864 Luigi Augusto di Sassonia-Coburgo-Koháry (8 agosto 1845 - 14 settembre 1907): con discendenza;
            4. Pietro Alfonso (19 luglio 1848 - 10 gennaio 1850)

          8. (II) Maria Amelia (1 dicembre 1831 - 4 febbraio 1853)
          9. (ill. con Domitilla de Castro) Isabel Maria de Alcantara Brasileira (23 maggio 1824 - 3 novembre 1898) - sposò il 17 aprile 1843 Ernst Fischler von Treuberg: con discendenza;
          10. (//) Pedro de Alcantara Braileiro (7 dicembre - 27 dicembre 1825)
          11. (//) Maria Isabel de Alcantara Brasileira (13 agosto 1827 - 25 ottobre 1828) (//) Maria Isabel de Alcantara Brasileira (28 febbraio 1830 - 13 settembre 1896) - sposò nel 1848 Pedro Caldeira Brant (1814 - 1881): con discendenza;
          12. (ill. con Maria Benedita, baronessa di Sorocaba) Rodrigo Delfim Pereira (4 novembre 1823 - 31 gennaio 1891) - sposò il 14 novembre 1851 Carolina Maria Bregaro (14 gennaio 1836 - 30 novembre 1915):
            1. Carolina Maria (16 agosto 1854 - 5 dicembre 1878) - sposò il 24 gennaio 1876 Pedro Mauricio Correia Henriques: con discendenza;
            2. Manuel Rodrigo (1 maggio 1858 - 15 febbraio 1921) - sposò il 18 maggio 1885 Cecilia Maria van Zeller (26 dicembre 1867 - 21 gennaio 1959):
              1. Joao Maria José (14 marzo 1905 - ?) - sposò Maria Eugenia d'Orey Correia de Sampaio:
                1. Manuel Rodrigo: con discendenza;

              2. Nuno José (12 gennaio 1907 - 25 novembre 1986) - sposò Maria Isabel de Casal Ribeiro Ulrich (23 settembre 1912 - ?): con discendenza;
              3. Maria Benedita (5 luglio 1909 - 16 agosto 2002) - sposò José Frederico do Casal Ribeiro Ulrich (22 dicembre 1901 - 19 febbraio 1982): con discendenza;
              4. Maria Carlota (4 marzo 1899 - 20 gennaio 1980) - sposò Frederico de Gusmao Correa Arouca (1903 - 1970): con discendenza;
              5. Maria Adelaide (11 agosto 1897 - 2 marzo 1984) - sposò Henrique Patricio Balsemao (9 settembre 1897 - ?): con discendenza;
              6. Maria Teresa - sposò José Street de Arriaga e Cunha, II conte di Carnide (1887 - 1961): con discendenza;
              7. Maria do Carmo (14 ottobre 1894 - 14 novembre 1981) - sposò Manuel António do Casal-Ribeiro de Carvalho (2 maggio 1879 - 10 luglio 1958): con discendenza;

            3. Maria Germana (19 giugno 1860 - 5 novembre 1954) - ha sposato il 28 aprile 1884 Pedro Mauricio Correia Henriques: con discendenza;
            4. (ill.) Pedro Rodrigues Pereira (1844 - 1866)

          13. (ill. con Henriette Josephine Clemence Saisset) Pedro de Alcantara Brasileiro (28 agosto 1829 - 1902) - sposò Maria de Jesus Palomares de Sunol (1830 - 1907):
            1. Henriette Saisset (1859 - 1947) - sposò Eugene Filipello
            2. Ernest (1864 - 1899)
            3. Pierre (1870 - 1933)
            4. Isabel (1875 - 1950)

        5. Maria Francesca (22 aprile 1800 - 4 settembre 1834) - sposò il 22 settembre 1816 Carlo Maria Isidoro di Borbone-Spagna (29 marzo 1788 - 6 marzo 1855): con discendenza;
        6. Isabella Maria (4 luglio 1801 - 22 aprile 1876)
        7. Michele I (26 ottobre 1802 - 14 novembre 1866), re del Portogallo dal 1828 al 1834; sposò il 24 settembre 1851 Adelaide di Löwenstein-Wertheim-Rosenberg (3 aprile 1831 - 16 dicembre 1909):
          1. Maria das Neves (5 agosto 1852 - 15 febbraio 1941) - sposò Alfonso Carlo di Borbone-Spagna (12 settembre 1849 - 29 settembre 1936)
          2. Michele (19 settembre 1853 - 11 ottobre 1927) - sposò il 17 ottobre 1877 Elisabetta di Thurn und Taxis (28 maggio 1860 - 7 febbraio 1881); sposò poi l'8 novembre 1893 Maria Teresa di Löwenstein-Wertheim-Rosenberg (4 gennaio 1870 - 17 gennaio 1935):
            1. (I) Miguel (22 settembre 1878 - 21 febbraio 1923) - sposò il 15 settembre 1909 Anita Rhinelander Stewart (7 agosto 1886 - 15 settembre 1977):
              1. Nadejda (28 giugno 1910 - 13 giugno 1946) - sposò nel 1930 Wlodzimierz Dorozynksi, divorziando nel 1932: con discendenza; sposò poi il 29 gennaio 1942 René Millet
              2. Giovanni (7 settembre 1912 - 12 marzo 1991) - sposò il 21 maggio 1948 Winifred Dodge Seyburn (1917 - 2010), divorziando nel 1953; sposò poi il 15 maggio 1971 Katharine King (1921 - 2007): con discendenza;
              3. Michele (8 febbraio 1915 - 7 febbraio 1996) - sposò il 18 novembre 1946 Anne Hudghson:
                1. Anita (1947)
                2. Michael (1953)

            2. Francesco Giuseppe (7 settembre 1879 - 15 giugno 1919)
            3. Maria Teresa (26 gennaio 1881 - 17 gennaio 1945) - sposò il 22 maggio 1900 Carlo Ludovico di Thurn und Taxis (1863 - 1942): con discendenza;
            4. (II) Isabella Maria di Braganza (19 novembre 1894 - 12 gennaio 1970) - sposò il 23 novembre 1920 Francesco Giuseppe di Thurn und Taxis (21 dicembre 1893 - 13 luglio 1971): con discendenza;
            5. Maria Benedetta (12 agosto 1896 - 6 aprile 1971)
            6. Mafalda (14 ottobre 1898 - 17 ottobre 1918)
            7. Maria Anna (3 settembre 1899 - 23 giugno 1971) - sposò il 18 agosto 1921 Carlo Augusto di Thurn und Taxis (23 luglio 1898 - 26 aprile 1982): con discendenza;
            8. Maria Antonia (12 marzo 1903 - 6 febbraio 1973) - sposò il 13 giugno 1934 Sidney Ashley Chanler (1907 - 1994): con discendenza, divorziando nel 1948
            9. Filippa (27 giugno 1905 - 6 luglio 1990)
            10. Duarte Nuno (23 settembre 1907 - 24 dicembre 1976) - sposò il 15 ottobre 1942 Maria Francesca d'Orléans-Braganza (8 settembre 1914 - 15 gennaio 1968):
              1. Duarte Pio (15 maggio 1945) - ha sposato il 13 maggio 1995 Isabel Inês de Castro Curvello de Herédia (22 novembre 1966):
                1. Alfonso (25 marzo 1996)
                2. Maria Francesca (3 marzo 1997) - ha sposato il 7 ottobre 2023 Duarte de Sousa Araújo Martins
                3. Dinis (25 novembre 1999)

              2. Miguel (3 dicembre 1946)
              3. Enrico (6 novembre 1949 - 14 febbraio 2017)

            11. Maria Adelaide (31 gennaio 1912 - 24 febbraio 2012) - sposò il 13 ottobre 1945 Nicolaas van Uden (5 marzo 1921 - 5 febbraio 1991): con discendenza;

          3. Maria Teresa (24 agosto 1855 - 12 febbraio 1944) - sposò il 23 luglio 1873 Carlo Ludovico d'Asburgo-Lorena (30 luglio 1833 - 19 maggio 1896): con discendenza;
          4. Maria José (19 marzo 1857 - 11 marzo 1943) - sposò il 29 aprile 1874 Carlo Teodoro in Baviera (9 agosto 1839 - 30 novembre 1909): con discendenza;
          5. Adelgonda (10 novembre 1858 - 15 aprile 1946) - sposò il 15 ottobre 1876 Enrico di Borbone-Parma (12 febbraio 1851 - 14 aprile 1905)
          6. Maria Anna (13 luglio 1861 - 31 luglio 1942) - sposò il 21 giugno 1893 Guglielmo IV di Lussemburgo (22 aprile 1852 - 25 febbraio 1912): con discendenza;
          7. Maria Antonia (28 novembre 1862 - 14 maggio 1959) - sposò il 15 ottobre 1884 Roberto I di Parma (9 luglio 1848 - 16 novembre 1907): con discendenza;

        8. Maria dell'Assunta (25 giugno 1805 - 7 gennaio 1834)
        9. Ana del Gesù Maria (23 ottobre 1806 - 22 giugno 1857) - sposò il 5 dicembre 1827 Nuno José Severo de Mendonça Rolim de Moura Barreto: con discendenza;

      4. Marianna Vittoria (15 dicembre 1768 - 2 novembre 1788) - sposò il 23 maggio 1785 Gabriele di Borbone-Spagna (12 maggio 1752 - 23 novembre 1788): con discendenza;
      5. Maria Clementina (9 giugno 1774 - 27 giugno 1776)
      6. Maria Isabella (12 dicembre 1776 - 14 gennaio 1777)

    6. Alessandro (24 settembre 1723 - 2 agosto 1728)
    7. (ill. con Luisa Ines Machado Monteiro) Antonio (1 ottobre 1714 - 14 agosto 1800)
    8. (ill. con Madalena Maxima de Miranda) Gaspare (8 ottobre 1716 - 18 gennaio 1789), arcivescovo di Braga dal 1758 al 1789
    9. (ill. con Paula de Odivelas) José (8 settembre 1720 - 31 luglio 1801), Inquisitore dal 1758 al 1777
    10. (ill. con Luisa Clara) Maria Rita (28 maggio 1731 - 27 novembre 1808), religiosa

  4. Francesco (25 maggio 1691 - 21 luglio 1742):
    1. (ill. con Mariana Silveira) Pedro (? - 1741)
    2. (ill. con Mariana Silveira) Joao (12 giugno 1726 - 23 ottobre 1780) - sposò il 20 febbraio 1757 Maria Margherita di Lorena (2 febbraio 1713 - 1780)

  5. Francesca (1694)
  6. Antonio (15 marzo 1695 - 20 ottobre 1757)
  7. Teresa Maria (24 febbraio 1696 - 16 febbraio 1704)
  8. Manuel (3 agosto 1697 - 3 agosto 1766)
  9. Francesca Giuseppa (30 gennaio 1699 - 15 luglio 1736)
  10. (illegittima con Maria da Cruz Mascarenhas) Luisa (9 gennaio 1679 - 23 dicembre 1732) - sposò Jaime Álvares Pereira de Melo, III duca di Cadaval (1 settembre 1684 - 29 maggio 1749): con discendenza;
  11. (ill. con Anne Armande du Verger) Miguel (15 ottobre 1699 - 13 gennaio 1724) - sposò Luísa Casimira de Sousa Nassau e Ligne:
    1. Joana (1715 - ?)
    2. Pedro Henrique (19 gennaio 1718 - 26 giugno 1761)
    3. Joao Carlos (6 maggio 1719 - 10 novembre 1806) -
    4. Francisca (1720 - 1721)

  12. (ill. con Francisca Clara da Silva) José (6 maggio 1703 - 3 giugno 1756), arcivescovo di Braga.
8. (illegittima) Maria (1644 - 1693), religiosa;